# Diamond Connection
Diamond Connection è un film italiano del 1982 diretto da Sergio Bergonzelli.

## Trama
Ambientato in Svizzera, Francia e Turchia, sullo sfondo di lotte politiche tra anarchici e trafficanti, il film narra la storia di un aereo passeggeri che subisce un incidente in volo e cade nel mare del Bosforo. Nell'aereo un gruppo di contrabbandieri hanno nascosto una valigetta piena di diamanti. Alcuni dei passeggeri superstiti ne vengono a conoscenza. Scaturiscono così una serie di rocambolesche avventure per entrarne in possesso, pronti ad uccidere, ingannare, e tramare per ottenere i diamanti.